# ゴルド

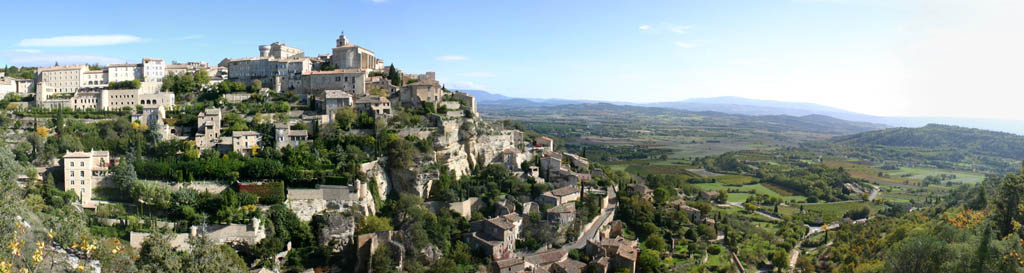
ゴルドのパノラマ。この風景はしばしば「天空の城」という言葉で言い表されている。

ゴルド （フランス語:Gordes、プロヴァンサル語:Gòrda）は、フランス、プロヴァンス＝アルプ＝コート・ダジュール地域圏、ヴォクリューズ県のコミューン。リュベロン地域圏自然公園（fr）の中で、最も訪問者が多い場所である。
崖にへばりつくように広がる家々が遠方から見るとまるで宙に浮いているように見え、『鷲の巣村』とも呼ばれる。フランスの最も美しい村に選ばれている。2つの修道院、軒を連ねる古い民家、風車や水車、農家の作業小屋といった文化的な遺産を持っている。

## 地理
ゴルドは県のほぼ中央部、ヴォクリューズ山地の南側にある。岩だらけのカラヴォン谷の頂上であり、リュベロン山地と向かい合っている。アヴィニョンの東約38kmの地点にある。
水の豊富なヴォクリューズ山地にあり、地下を流れる清流がいくつかある。
地中海性気候である。南側から吹くミストラルは1年の1/3やまない。日照時間が長く、1年のうち300日は晴天である。逆に曇りや雨の日は数えるほどである。雪はまったくまれだが、1年に3日ほど降ることがある。降水量は年平均678.4mmである。夏は降雨量の少なさと連動して気温が高く、1ヶ月から2ヶ月は旱魃となる。
コミューンの面積半分以上が、生物群系でカシノキを含む地中海森林（fr）と称される。これら手付かずの自然は、保護区に指定されている。

## 歴史

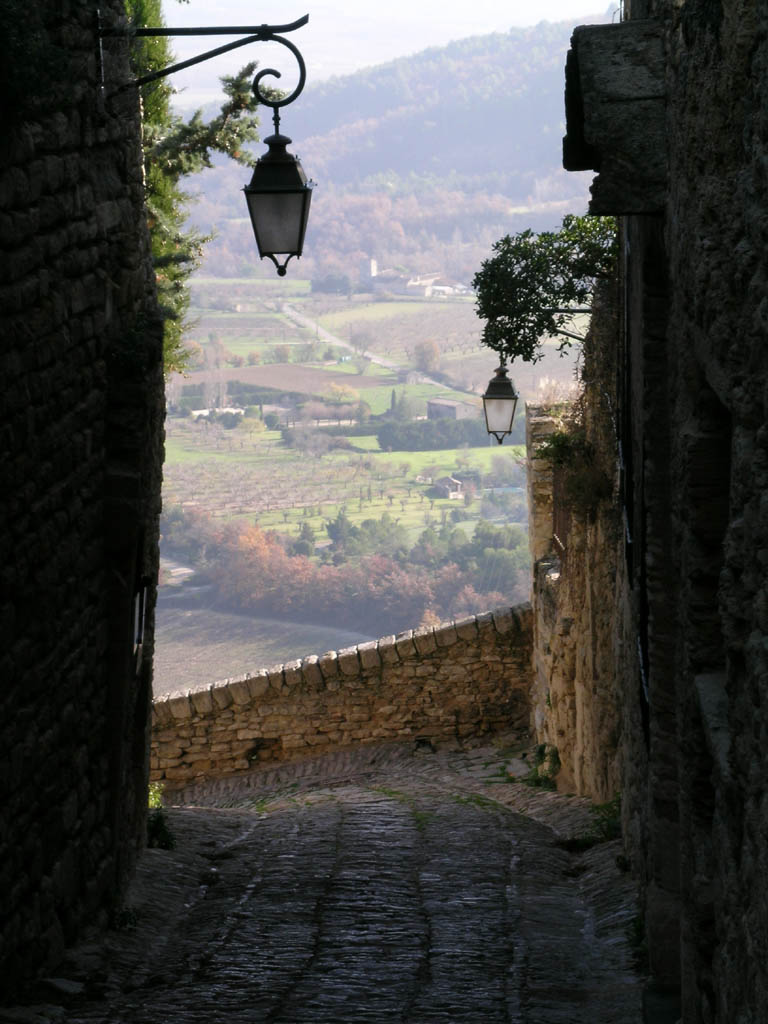
ゴルドの狭い通り

ゴルドの起源は、現在村のある岩山の上にオッピドゥムを築いたケルト系のVordenses（fr）に関連する。GordesとはVordensesから派生し、次第にGordenses、Gordae、最終的にGordesとなった。
古代ローマ侵攻の足跡もいまだ多くある。アプトを通るカルパントラのローマ街道のように。いとこのような間柄の近隣コミューンではガロ＝ローマ時代の人骨、アンフォラ、石柱が残っている。
8世紀、ベネディクト会が、かつてローマ神殿があった場所にサン・シャフル修道院を建てた。しかしここはアラブ人侵攻で破壊された。
11世紀以降、ゴルドの村の頂上に城が作られた。先祖の1人ギヨーム・アグーは強力な封建領主一族の出で、村全てを防衛設備で囲んだ。1031年11月30日には憲章を授かった。彼の後継者たちはnobile castrum（貴族の城）に補強を施し、近隣に数多くある城の中で有名になった。ユグノー戦争中にフランソワ・ド・ボーモンが包囲したが無駄に終わった。その後シミアーヌ侯爵家、スービーズ公爵家、そして18世紀にコンデ公が所有するところとなった。
13世紀のゴルドは自らベアトリーチェ・ディ・サヴォイア（プロヴァンス伯レーモン・ベランジェ4世の未亡人）の保護下に入り、プロヴァンス泊とフランス王との絶え間ない争いに巻き込まれることになった。フランスの攻撃に備え1258年に守備隊が置かれた。14世紀半ば、近隣のコミューンのように、最初の城壁が麓の民家のまわりに作られた。これは百年戦争の影響を恐怖に感じたためである。文筆家レムルヴィルは1690年にこう述べている。
| 「 | 壁に閉ざされた町、ゴルド（Gordes, gros bourg fermé de murailles） | 」 |

ルネ・ダンジューが死ぬと、プロヴァンス伯領は1481年に王家直轄州（province royale française）の名のもとでフランス王国に併合された。暴動が、シミアーヌ、フォルカルキエ、アグーといったかつてのプロヴァンス伯領、フォルカルキエ伯領で発生した。ゴルドは反フランス集権の主張を明確にし、独立を声高に主張した。1年後、ルネ・ダンジューの子ジャックはゴルド男爵の称号を得た。その後、彼の子孫たちは、荘園から男爵領への変換を明文化した文面なしに、ゴルド男爵領を維持し続けた。
1148年に厳律シトー会が建てたセナンク修道院が、1544年にヴァルド派によって放火された。ゴルドは、教皇庁が当時あったアヴィニョンに地理的に近いというのに大胆不敵にも、宗教改革を受け入れたコミューンの1つとなった。1615年、ルイ13世は寵臣ギヨーム・ド・ゴルドを侯爵にとりたてた。1709年、オリーブを含む作物の不作で住民は冬に飢餓に苦しんだ。1720年にマルセイユに上陸した黒死病は、同じ年のうちにプロヴァンスやヴナッサン全体に広がった。
18世紀の半ばから、補修の必要な城壁は次第に人の手が入らず、荒れ果てていった。1755年には墓地が囲い地の中から現在の場所へ移された。18世紀終わりから19世紀半ばまで、産業が盛んになって人口が増加した。アカネ科のルビア（赤色顔料の原料）、オリーブ、アーモンド、イチジクがゴルドの畑で栽培された。養蚕も行われた。手工芸の分野では、多くの染色業者や靴作り職人がやってきて製革産業が仕事を生み出した。ゴルドで産出される原材料としてはゴルド石が知られている。
19世紀終わりから20世紀始めにかけ、リュベロン地方を地震が数回襲い、ゴルドも家屋が壊れるなど被害を受けた。
第二次世界大戦中、ゴルドはレジスタンス運動の中心となり、戦後にクロワ・ド・ゲール勲章を受けた。ドラグーン作戦で連合国軍が南フランス沿岸に上陸した一週間後の1944年8月21日、警戒中のパトロールが狙撃された。このために翌日、村は苛烈な報復行為の犠牲者となった。8月22日、ドイツ兵たちは隠れ家へ行くことのできなかったわずかな人々を家から引きずり出した。まず追っ手がやってこないよう村の入り口をふさぎ交差箇所をブロックした上で、ベル・エールの岩の反対側にカノン砲を据えて、村を砲撃した。12軒の住宅が砲撃で破壊され、別の家々は放火された。この報復措置で20軒の住宅が破壊された。
戦後の復興時代、1947年にマルク・シャガールやジャン・デロールがゴルドを『発見』し、セルジュ・ポリアコフ、ヴィクトル・ヴァサルリ、ジャン・ドワンといった友人たちを連れてきた。
さらに近年は、観光業や不動産がコミューン経済の中心となっている。コミューン内には数箇所のギャラリーがある。

## 交通

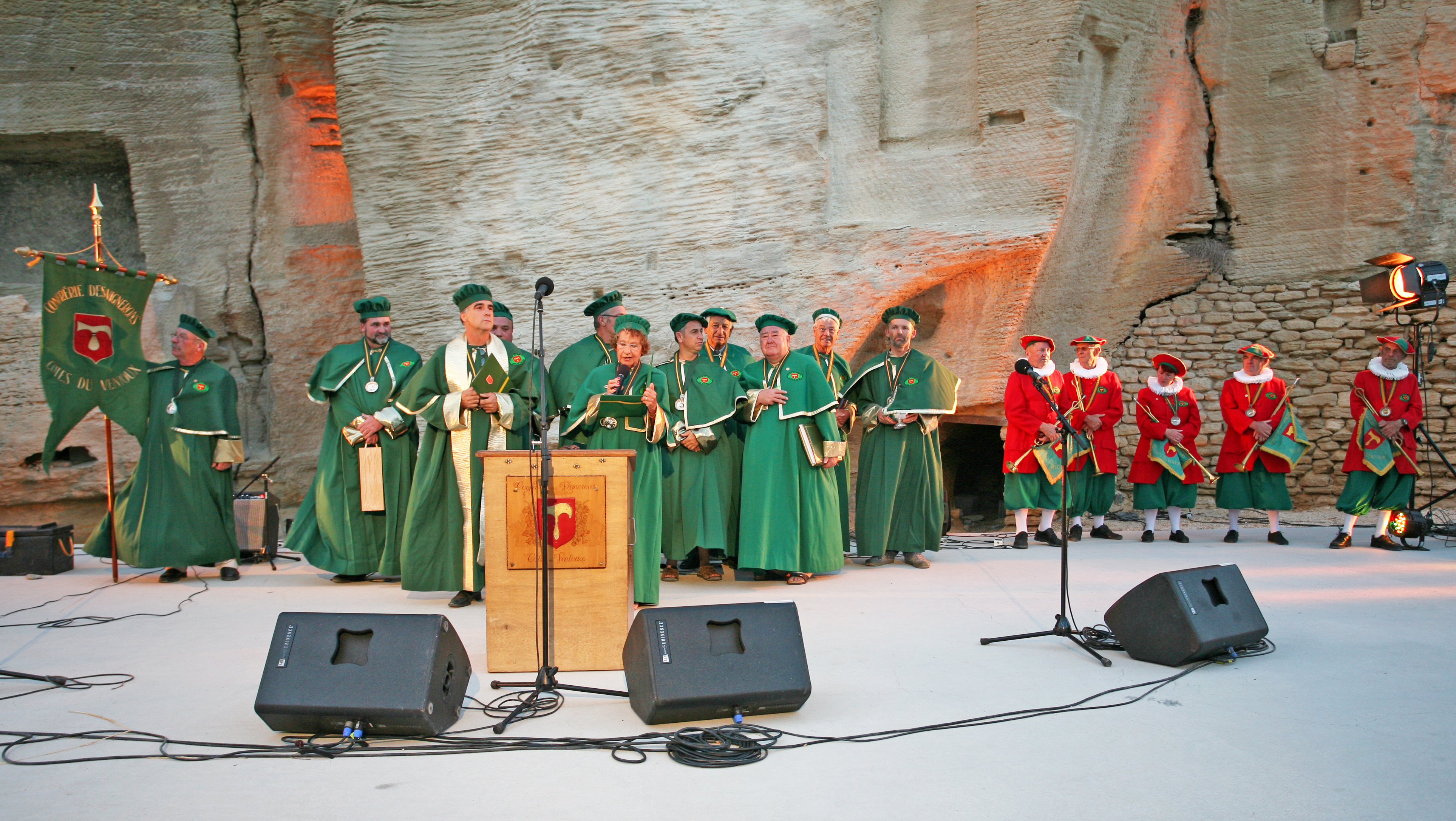
ゴルドの音楽祭

- 道路 - カヴァイヨンを経由してD2かD15を利用する。
- 鉄道 - ゴルドに駅はない。最寄の駅はリル＝シュル＝ラ＝ソルグ駅かカヴァイヨン駅となる[5]。TGV利用の場合はアヴィニョンTGV駅が最寄となる。

## 姉妹都市
- アヌ＝シュル＝マルヌ、フランス

## ギャラリー

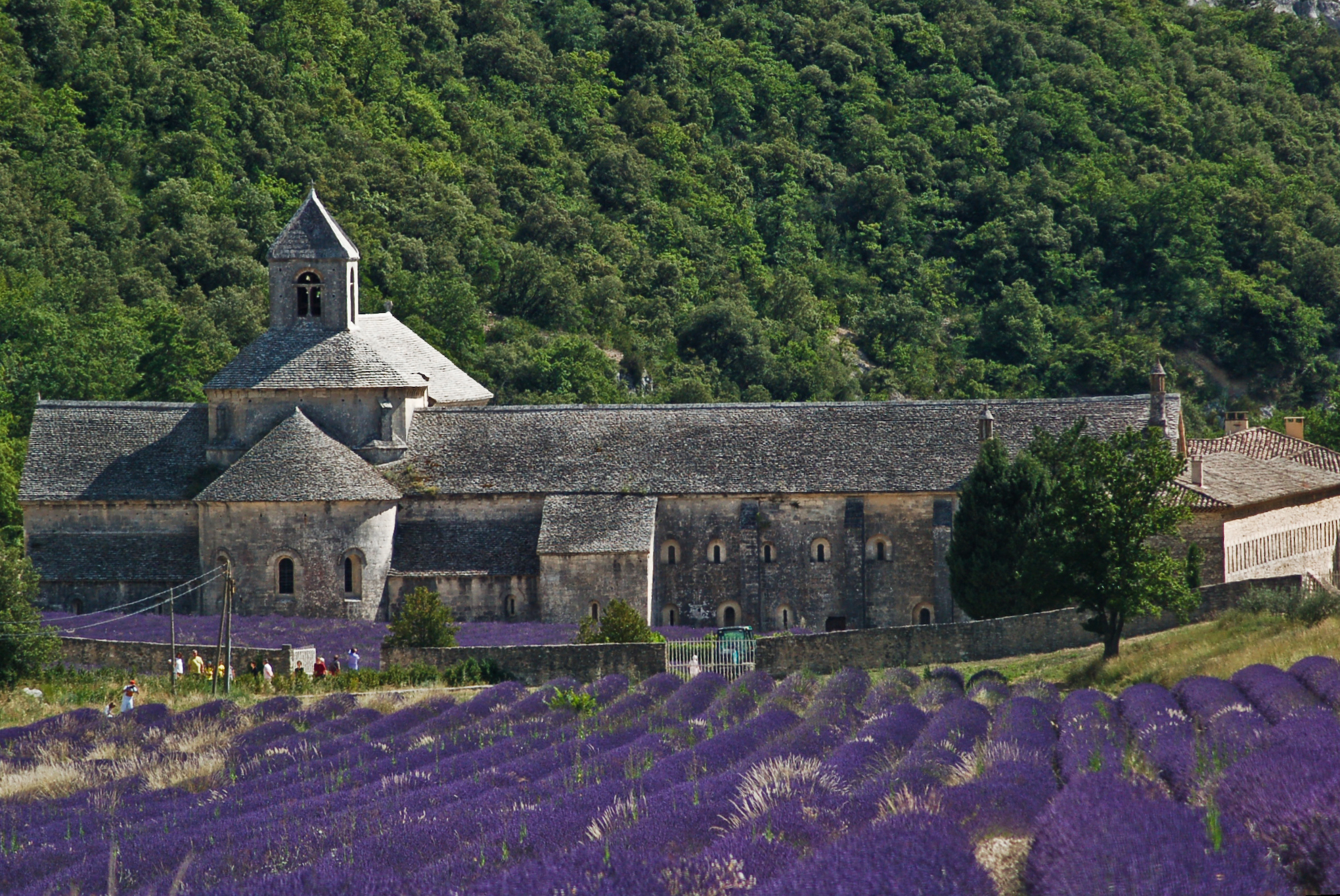
セナンク修道院
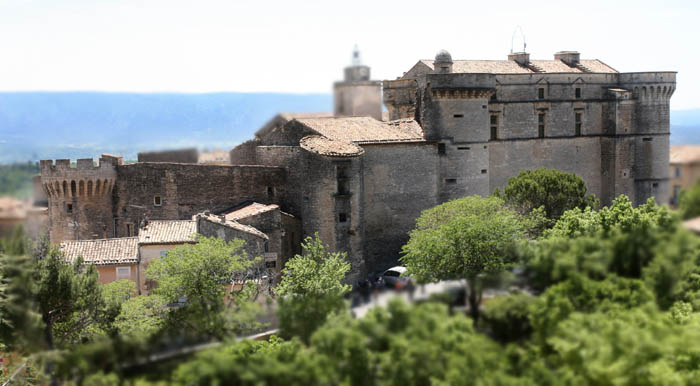
ルネサンス期に建てられたゴルド城の一部
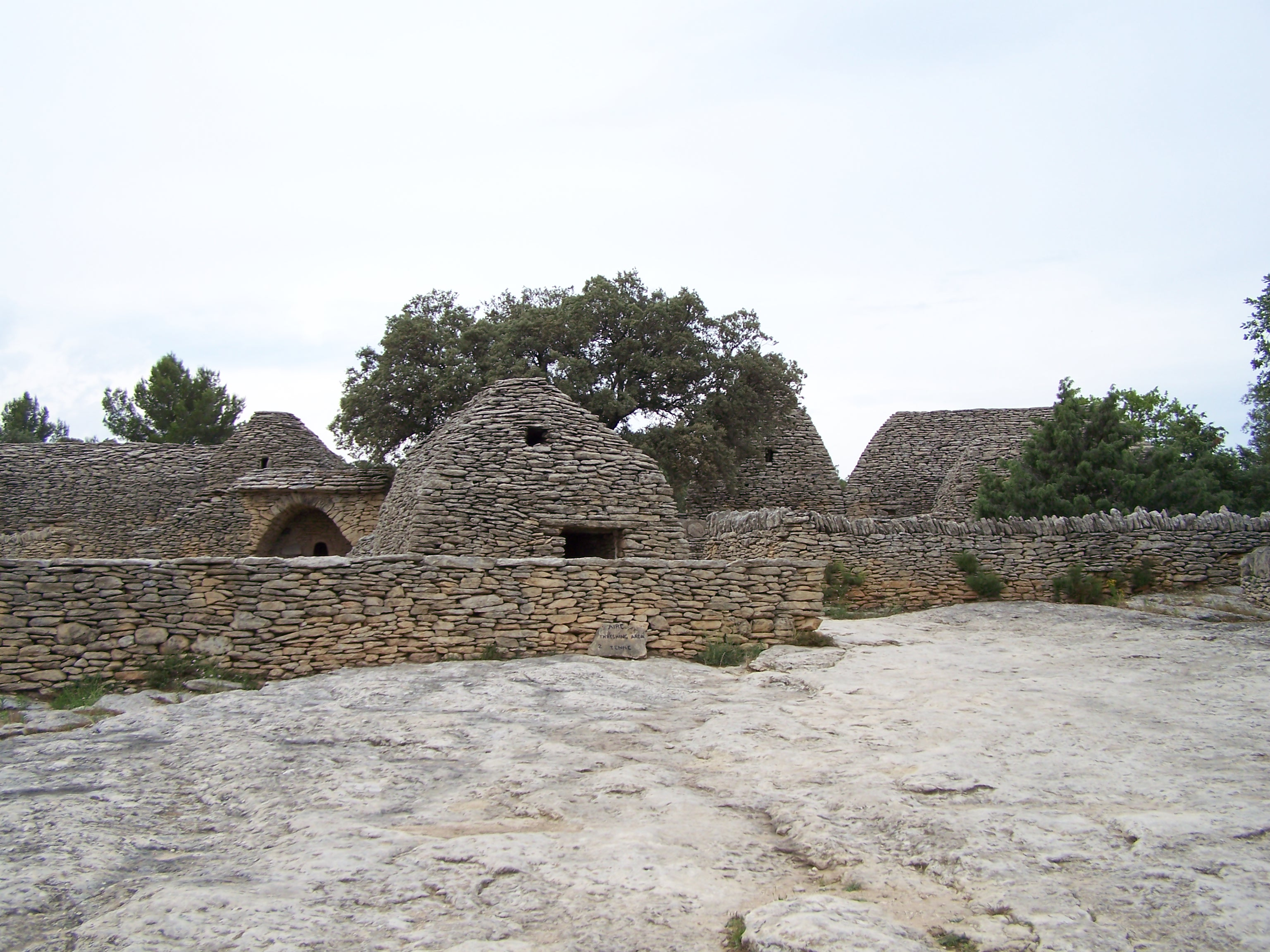
ゴルドのボリー集落。モルタルなしで平たい石を積み上げただけの小屋に、19世紀まで農民が暮らしていた